# 新疆天山职业技术大学
43°47′59″N 87°42′54″E / 43.79986°N 87.71499°E

新疆天山职业技术大学教学楼

新疆天山职业技术大学是位于中华人民共和国新疆维吾尔自治区乌鲁木齐市的一所民办本科职业学校。

## 历史
1993年，新疆天山职业技术学院成立。2019年12月26日，升格为本科层次职业学校，暂定名为“新疆天山职业技术学院（本科）”。
2020年6月10日，经中华人民共和国教育部批准，正式组建新疆天山职业技术大学，作为民办本科层次职业教育试点学校，由乌鲁木齐市绿岛商贸有限公司全资持有。

## 院系设置
学校包括如下学院：信息技术学院、工程技术学院、外国语言学院、经济贸易管理学院、现代服务管理学院、人文艺术学院、商会学院、本科（助学）部等教学部门。